# Astiphromma confusum
Astiphromma confusum là một loài tò vò trong họ Ichneumonidae.